# یوریکو یاماموتو
یوریکو یاماموتو (انگلیسی: Yuriko Yamamoto; ۱۳ فوریهٔ ۱۹۶۰ – ) صداپیشه، بازیگر، و خواننده اهل ژاپن بود. وی از سال ۱۹۸۱ میلادی تاکنون مشغول فعالیت بوده‌است.
از فیلم‌ها یا برنامه‌های تلویزیونی که وی در آن نقش داشته‌است می‌توان به مشت ستاره شمالی اشاره کرد.